# Túc Bạch
Túc Bạch (tiếng Trung: 宿白; bính âm: Sù Bái; Wade–Giles: Su Pai, ngày 3 tháng 8 năm 1922 – 1 tháng 2 năm 2018) là một nhà khảo cổ học và nhà khảo cổ người Trung Quốc từng là người đứng đầu bộ môn Khảo cổ học của Đại học Bắc Kinh từ năm 1983 đến năm 1988. Được biết đến với nghiên cứu tiên phong của ông trong khảo cổ học của Phật giáo, ông đã giành được giải Thành tựu trọn đời từ Hiệp hội Khảo cổ học Trung Quốc năm 2016.

## Tiểu sử
Túc Bạch sinh ngày 3 tháng 8 năm 1922 tại Thẩm Dương, tỉnh Liêu Ninh. Ông được nhận vào Khoa Lịch sử Đại học Bắc Kinh (PKU) vào năm 1940, và sau khi tốt nghiệp năm 1944, ông theo đuổi một bằng tốt nghiệp nghiên cứu khảo cổ học với Viện Nhân văn của PKU. Ngoài khảo cổ học, ông học các môn học liên quan dưới những học giả nổi tiếng đã dạy tại PKU, bao gồm lịch sử quan hệ Trung – nước ngoài theo Feng Chengjun (zh), thần thoại Trung Quốc với Tôn Tác Vân (孙作云), giáp cốt văn từ Rong Geng (zh) lịch sử Phật giáo từ Đường Yongtong (zh). Sinh viên của ông Zhang Zhongpei (chủ tịch tương lai của Bảo tàng Cung điện Bắc Kinh) mô tả kiến thức của ông là "bách khoa toàn thư".